# انتخابات امپراتوری

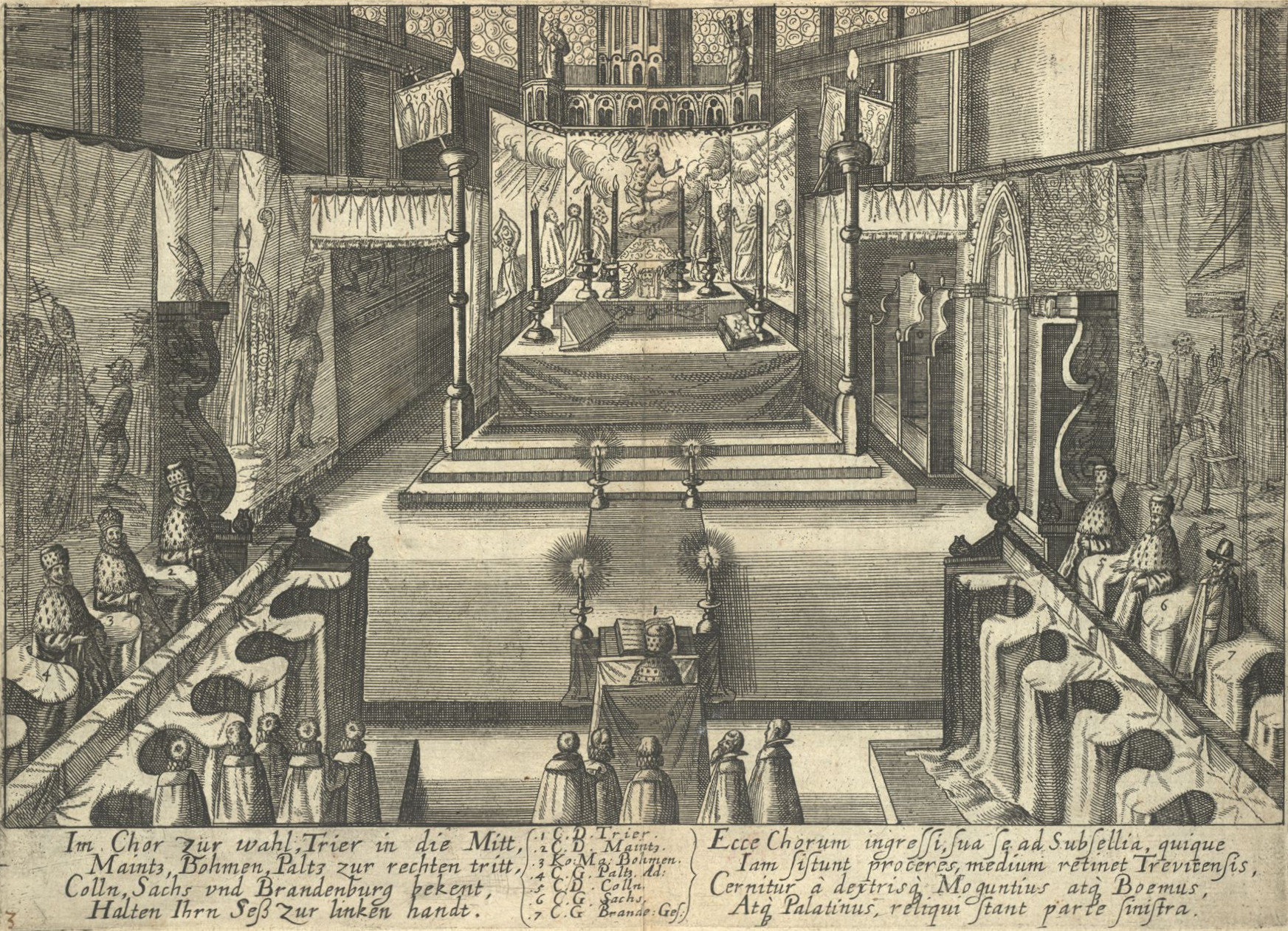
نمایی از انتخاب ماتیاس به‌عنوان امپراتور رومی-آلمان توسط شاهزاده‌ها در سال ۱۶۱۲ میلادی

انتخاب امپراتور مقدس روم عموماً یک فرآیند دو مرحله‌ای بود که طی آن، حداقل از قرن سیزدهم، پادشاه رومن‌ها توسط گروه کوچکی از برجسته‌ترین شاهزادگان امپراتوری، یعنی امرای انتخابگر انتخاب می‌شد و در ادامه و پس از مدتی کوتاه، امپراتور منتخب به رم می‌رفت تا رسماً توسط پاپ تاجگذاری کند. در سال ۱۳۵۶ میلادی، امپراتور کارل چهارم با صدور فرمانی، این موضوع را به یک قانون تبدیل کرد که تمامی امپراتوران آینده به این روش انتخاب شوند. از سال ۱۵۰۸ به بعد، پاپ وظیفه انتخاب پادشاه را به تنهایی به عهده گرفت. آخرین تاج‌گذاری انجام شده توسط پاپ در سال ۱۵۳۰ انجام شد.
اگرچه امپراتوری مقدس روم شاید شناخته‌شده‌ترین نمونه سلطنت انتخابی باشد اما تنها اعضای خاندان هابسبورگ بین سال‌های ۱۴۳۸ و ۱۷۴۰ به عنوان امپراتور انتخاب شدند و این امپراتوری را به یک سلطنت موروثی بالفعل در آن دوره تبدیل کرد.

## پیشینه
Königswahl انتخاب نامزدهای سلطنتی در امپراتوری مقدس روم و پیشینیان آن به عنوان پادشاه توسط یک هیئت انتخابی مشخص (گرمیوم) بود. در حالی که جانشینی تاج و تخت پادشاه در بیشتر فرهنگ‌ها با قوانین جانشینی ارثی اداره می‌شود، سلطنت‌های انتخابی نیز وجود دارد.
پس از فروپاشی امپراتوری روم در دوره مهاجرت‌ها، قرون وسطای آغازین، امپراتوری مقدس روم و پادشاهی لهستان از سال ۱۵۷۳ تا ۱۷۹۵، سلطنت‌های انتخابی در چندین ایالت جانشین آلمانی وجود داشت (به تاریخ لهستان، دوره جمهوری اشرافی مراجعه کنید).

## امرای انتخابگر
از قرن سیزدهم، حق انتخاب پادشاهان در امپراتوری مقدس روم به تعداد محدودی از شاهزاده امپراتوری، به اصطلاح امرای انتخابگر داده شد.  نظریه های مختلفی در مورد پیدایش حق انتخاب انحصاری آنها وجود دارد.

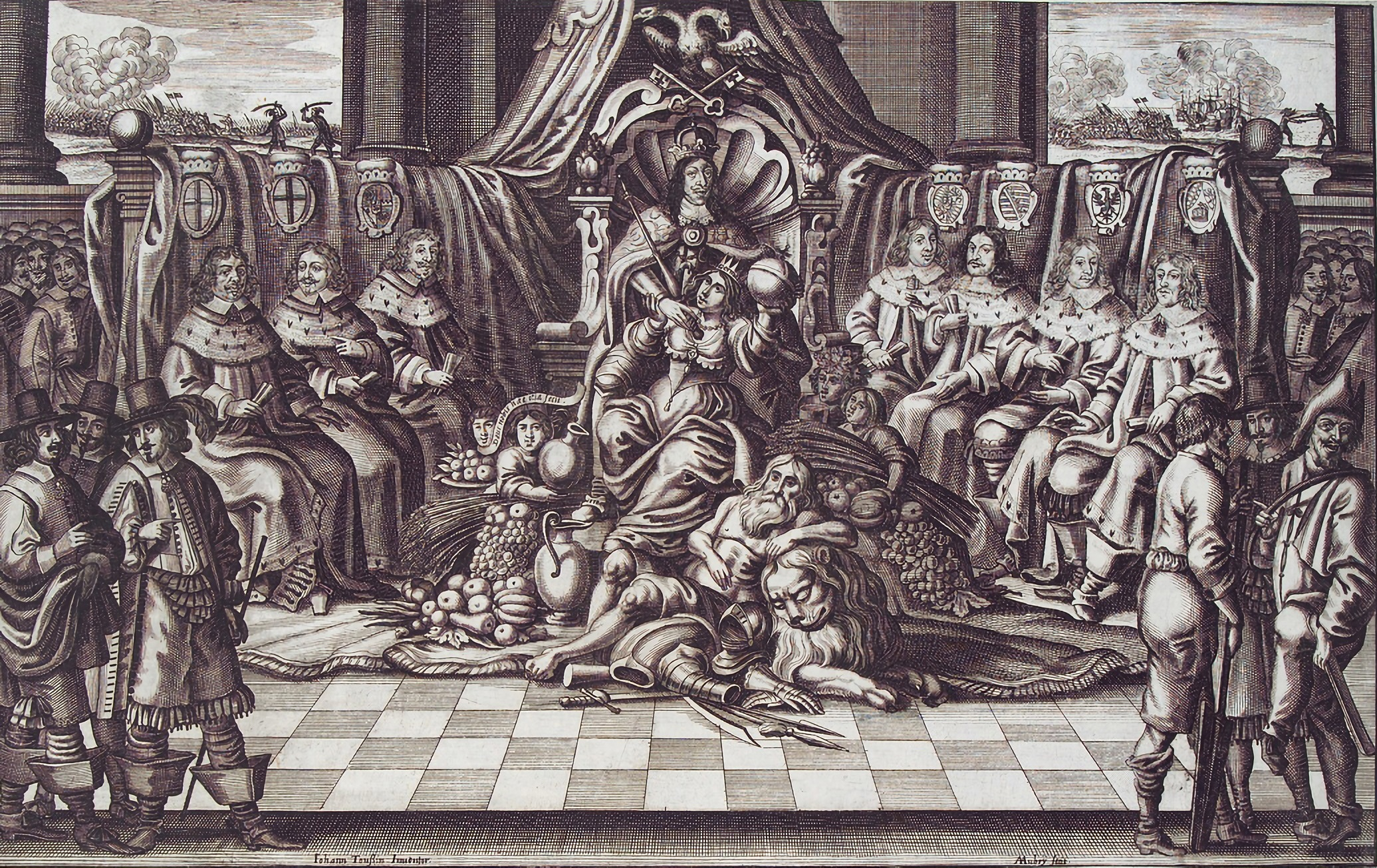
امپراتور مقدس روم و هشت انتخابگر (تریر, کلن, ماینز, بوهم, بایرن, ساکسونی, براندنبورگ و انتخابگرنشین پفالتس). حکاکی شده بر مس توسط Abraham Aubry, نورنبرگ, ۱۶۶۳/۶۴.

کرسی‌های انتخاباتی سکولار موروثی بود. با این حال، برگزیدگان روحانی (و سایر شاهزاده‌ها (اسقف‌های بزرگ) معمولاً توسط فصل کلیسای جامع به عنوان رهبران مذهبی انتخاب می‌شدند، اما همزمان به عنوان پادشاه (شاهزاده) قلمرویی از مقامات امپراتوری حکومت می‌کردند. معمولاً بخشی از قلمرو اسقفی آنها را تشکیل می‌داد). بنابراین شاهزاده-اسقف‌ها سلطنتی انتخابی نیز بودند. همین امر در مورد شاهزاده‌ها صدق می‌کند، که شاهزاده‌ها یا شاهزاده‌ها توسط کالج روحانیون انتخاب شده‌اند و به‌طور امپراتوری به‌عنوان حاکمان شاهزاده در قلمرو مربوطه منصوب می‌شوند.
در ابتدا هفت انتخاب کننده پادشاه رومن‌ها را به عنوان وارث تعیین شده امپراتور انتخاب می‌کردند. سپس پادشاه منتخب توسط پاپ و در شهر رم تاجگذاری می‌کرد.